# Schüler:innenkammer Hamburg
Die Schüler:innenkammer Hamburg (Aussprache: „Schüler Innenkammer Hamburg“; kurz „SKH“ (Kammer der Schülerinnen und Schüler laut Hamburgischem Schulgesetz)) vertritt die Interessen von etwa 239.000 Schülern aller Schulformen mit Ausnahme von Privatschulen in der Freien und Hansestadt Hamburg. Grundlage für diesen Vertretungsanspruch war zuerst seit 1973 das Hamburger Schulverfassungsgesetz, seit 1997 das Schulgesetz.

## Aufgaben
Die Kammer berät die Behörde für Schule und Berufsbildung (BSB) bei allen das Schulwesen betreffenden Entscheidungen von grundsätzlicher Bedeutung. Sie soll die Beziehungen von Schule, Schülern, Eltern und Lehrkräften untereinander und zur Öffentlichkeit pflegen. Darüber hinaus unterhält die Schüler:innenkammer Hamburg Kontakte zu allen demokratischen Parteien und kooperiert mit verschiedenen externen Partnern.

## Struktur und Organe
Die Schüler:innenkammer Hamburg ist eine Vertretung für fast alle Schularten, mit Ausnahme der Schulen in privater Trägerschaft.
Sie besteht aus folgenden Organen:
- Plenum, in der Regel jeweils zwei Delegierte aus den Kreisschülerräten (Kreisschülerräte Sonderschulen und Berufsschulen je vier Personen)
- Vorstand[3]
- Geschäftsführung

Jeder Schülerrat einer Hamburger Schule entsendet gemäß den Schülerzahlen einen oder zwei Vertreter in den Kreisschülerrat, welcher dann in der Regel wiederum zwei Vertreter (siehe oben für Ausnahmen) in die Schüler:innenkammer Hamburg wählt.
Das Plenum ist das oberste beschlussfassende Gremium der SKH. Es berät und beschließt alle Positionen der Schüler:innenkammer oder beauftragt den Vorstand. Das Plenum gründet Arbeitskreise und wählt Repräsentanten für die Elternkammer, die Lehrerkammer, den Landesschulbeirat sowie den HVV-Fahrgastbeirat, die Interessenvertretung des Hamburger ÖPNV. Das Plenum kommt im Regelfall zweimal monatlich zusammen; zwischen den Sommerferien und der Konstituierung ist dies normalerweise nicht möglich, hier hat der Vorstand meist das Tagesgeschäft bisher fortgeführt. Durch die Schulgesetznovellierung im Jahr 2009 verlängert sich die Wahlzeit auf zwei Zeitjahre. Diese Lösung soll für mehr Kontinuität und eine sinnvolle Fluktuation sorgen.
Der Vorstand besteht aus einer oder einem Vorsitzenden, einer Stellvertretung und einer Schriftführung sowie aktuell drei weiteren Koordinatoren. Der Vorstand hat die Möglichkeit mit Zustimmung des Plenums und einstimmigem Vorstandsbeschluss, weitere Mitglieder in den Vorstand zu kooptieren.
Das Plenum wählt des Weiteren eine Geschäftsführung, welche die finanzielle Abwicklung aller die SKH betreffenden Posten organisiert und die Arbeit der SKH strukturell unterstützt. Die Geschäftsführung hat Antragsrecht und nimmt mit beratender Stimme an Vorstands- und Plenumssitzungen teil. Bei der Konstituierung im November 2011 wurde erstmals eine Assistenz der Geschäftsführung gewählt.

## Projekte und Aktionen

### Schülerforen
Die Kammer veranstaltet seit 1999 regelmäßig sogenannte Schülerforen, bei denen mit 100 bis 150 Hamburger Schülern kontrovers schulpolitische Themen diskutiert und Verbesserungsvorschläge formuliert werden. Diese werden dann den politisch Verantwortlichen zugeleitet und Stellungnahmen angefordert.
Die Schülerforen sind ein Ergebnis eines 168-Stunden-Dauerprotestes im Jahr 1998, mit welchem die Schüler:innenkammer ins Guinness-Buch der Rekorde gelangte.

### Kooperationsprojekt mit dem Johannesburg Student Council
Im Jahr 2009 wurde ein Kooperationsprojekt mit dem Johannesburg Student Council, der Stadtschülervertretung Johannesburgs, dem Schulinformationszentrum, dem Institut für Konfliktlösung und Mediation gestartet. Im März 2008 besuchten 14 Hamburger Schüler Johannesburg, der Gegenbesuch in Hamburg fand im September/Oktober 2009 statt.

### Vereinsgründung Jugend gegen AIDS e.V.
Nach der erfolgreichen Durchführung einer Spendensammlung im Dezember 2008 anlässlich des Welt-AIDS-Tag an 36 Hamburger Schulen und in 6 Hamburger Einkaufszentren, gründete die Schüler:innenkammer in Kooperation mit der Michael-Stich-Stiftung (MSS) den Schülerverein Jugend gegen AIDS e. V., welcher seinen Schwerpunkt entgegen der MSS in der Aufklärung von Jugendlichen und dem Bereitstellen von Informationsmaterialien und Kondomen hat.

## Bekannte ehemalige Mitglieder
- Manuel Sarrazin, ehemaliger MdHB (2004–2008) und MdB (2008–2021) (GRÜNE)
- Niels Annen, MdB, Staatssekretär und ehemaliger Juso-Bundesvorsitzender (2001–2004) (SPD)
- Wolfgang Schmidt, Bundesminister, ehemaliger Staatssekretär und Hamburger Staatsrat (SPD)
- Sandra Maahn, TV-Moderatorin
- Kübra Gümüşay, Journalistin, Bloggerin und Netz-Aktivistin
- Cem Berk, MdHB (SPD)
- Leander Sukov, Schriftsteller

## Sonstiges
Die Schüler:innenkammer Hamburg war ein aktives Mitglied der Bundesschülerkonferenz.